# محدودسازی (ریاضیات)

تابع با دامنه تابع وارون ندارد. اگر ما را به اعداد حقیقی غیرمنفی محدودسازی کنیم، آنوقت یک تابع وارون خواهد داشت، که به نام ریشه دوم شناخته می‌شود.

محدودسازی (به انگلیسی: restriction) در ریاضیات، برای یک تابع {\displaystyle f} یک تابع جدید است، که با {\displaystyle f\vert _{A}} یا {\displaystyle f{\upharpoonright _{A}},} نشان‌داده می‌شود و توسط انتخاب یک دامنه کوچک‌تر {\displaystyle A} برای تابع اصلی {\displaystyle f} به دست می‌آید. گفته می‌شود که تابع {\displaystyle f} تابع {\displaystyle f\vert _{A}} را گسترش می‌دهد.